# راجح لبوزة
راجح بن غالب لبوزة  (1917-14 أكتوبر 1963) من مواليد مديرية ردفان محافظة لحج أحد قادة ثورة 14 أكتوبر نشأ يتيماً في منطقة دبسان، شارك في ثورة 26 سبتمبر في شمال اليمن وبعدها عاد إلى جنوب اليمن واستقر في ردفان واشعل مع رفاقة شرارة ثورة 14 أكتوبر في صباح 14 أكتوبر 1963 واستشهد في أول ساعات القتال ضد القوات البريطانية.